# Holoneurus tarsalis
Holoneurus tarsalis är en tvåvingeart som beskrevs av Ephraim Porter Felt 1915. Holoneurus tarsalis ingår i släktet Holoneurus och familjen gallmyggor.
Artens utbredningsområde är New York. Inga underarter finns listade i Catalogue of Life.